# Betty (Richter)
Pour les articles homonymes, voir Betty.
Betty est un tableau réalisé par le peintre allemand Gerhard Richter en 1988. De format vertical, cette huile sur toile est le portrait à mi-corps de la fille de l'artiste, réalisé à partir d'une photographie prise en 1978, alors qu'elle a onze ans. Vêtue d'un haut blanc à motifs rouges, la fillette blonde y apparaît tournant la tête vers un fond sombre monochrome, ce qui cache son visage au spectateur. Achetée à une galerie d'art londonienne en 1992, l'œuvre est conservée depuis lors au musée d'Art de Saint-Louis, à Saint-Louis, dans le Missouri, aux États-Unis. Elle constitue, selon un critique du Washington Post écrivant en 2019, « sans doute la peinture la plus connue de l'artiste vivant le plus influent ».